# Шапуров, Сергей Иванович
Сергей Иванович Шапуров — советский государственный и политический деятель, 1-й секретарь Курского промышленного областного комитета КПСС.

## Биография
Родился в 1916 году. Член ВКП(б) с 1944 года.
- 1943—1949 начальник СМУ, заместитель главного инженера треста «Сталинградметаллургстрой»;
- 1949—1951 заведующий Отделом тяжёлой промышленности Сталинградского областного комитета ВКП(б);
- 1951 — 10.1955 председатель Исполнительного комитета Сталинградского городского Совета;
- 30.9.1955 — 8.6.1957 председатель Государственного комитета СМ РСФСР по делам строительства и архитектуры;
- 29.5.1957 — 25.12.1962 председатель СНХ Курского экономического административного района;
- 1.1963 — 14.12.1964 1-й секретарь Курского промышленного областного комитета КПСС;
- 14.12.1964 — 1965 2-й секретарь Курского областного комитета КПСС;
- 1965—1975 начальник Управления проектирования и капитального строительства Министерства тракторного и сельскохозяйственного машиностроения СССР.

Избирался депутатом Верховного Совета РСФСР 4-го, 5-го, 6-го созывов.